# Manilkara salzmannii
Manilkara salzmannii là một loài thực vật có hoa trong họ Hồng xiêm. Loài này được (A.DC.) H.J.Lam mô tả khoa học đầu tiên năm 1941.